# 엔진 발전기

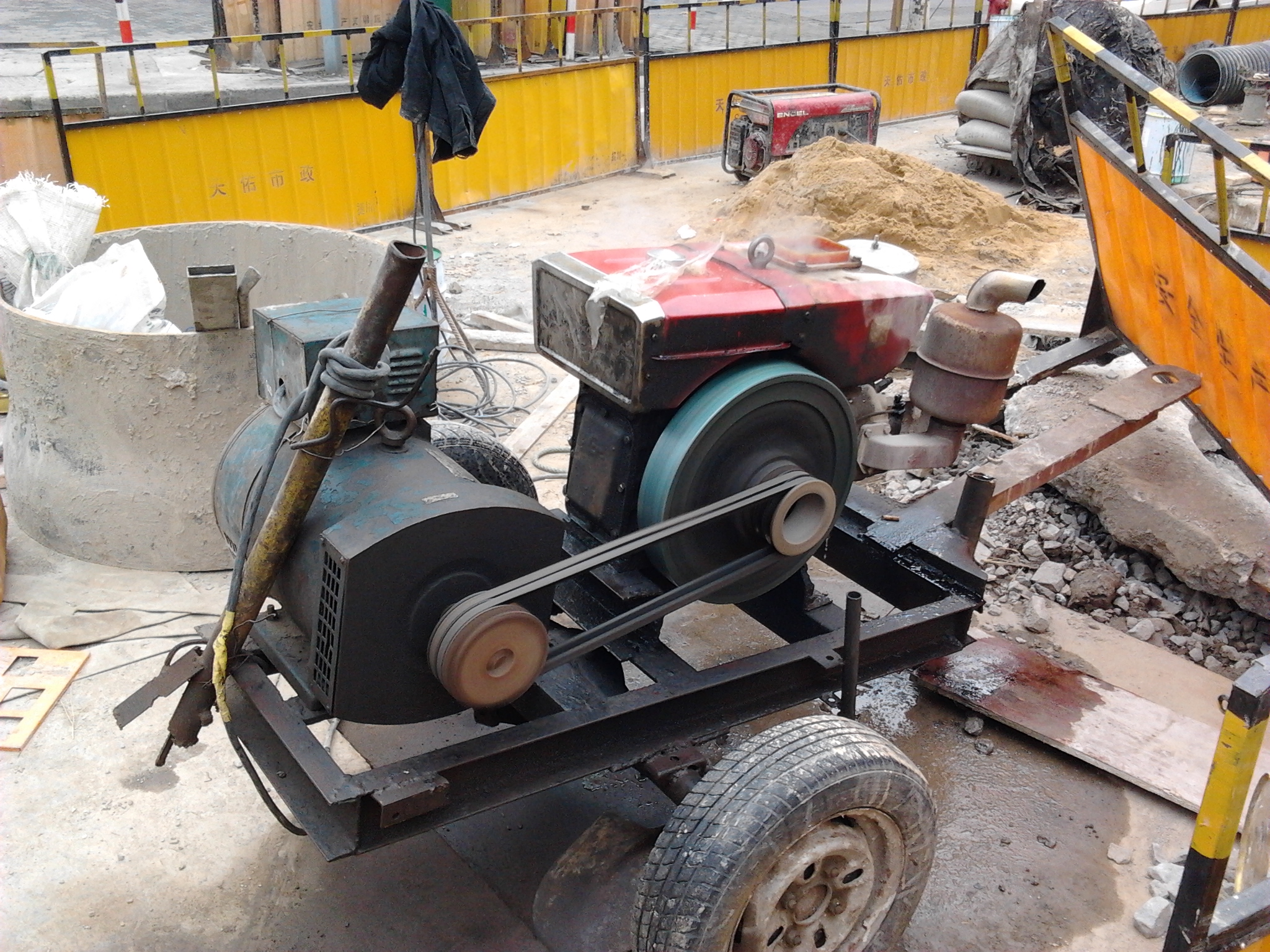

엔진 발전기는 엔진과 발전기를 주요 구성 요소로 하는 단일 장비를 말한다. 대개는 동력을 제공하는 엔진을 생략하고 발전기라고만 불린다.

## 구성 요소
엔진 발전기는 엔진과 발전기 외에 연료 공급 장치, 조속기, 전압 조정기, 냉각 및 배기 체계, 윤할 체계 등을 포함한다. 출력 1 kW 가량의 대출력 장비는 축전지와 시동 전동기가 장착되기도 하며, 그보다도 규모가 큰 경우 엔진 시동에 압축 공기를 이용하기도 한다.

## 유형

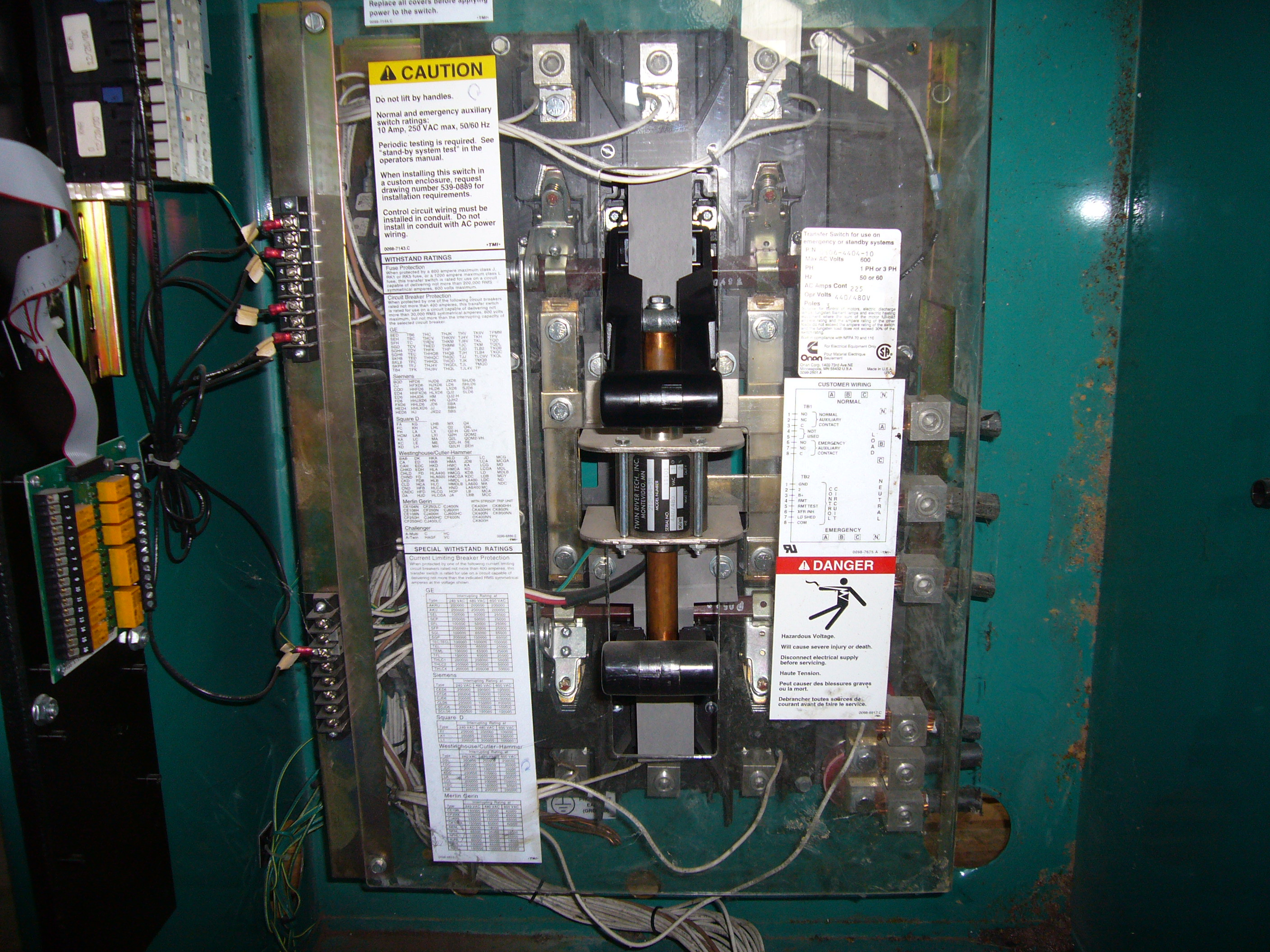

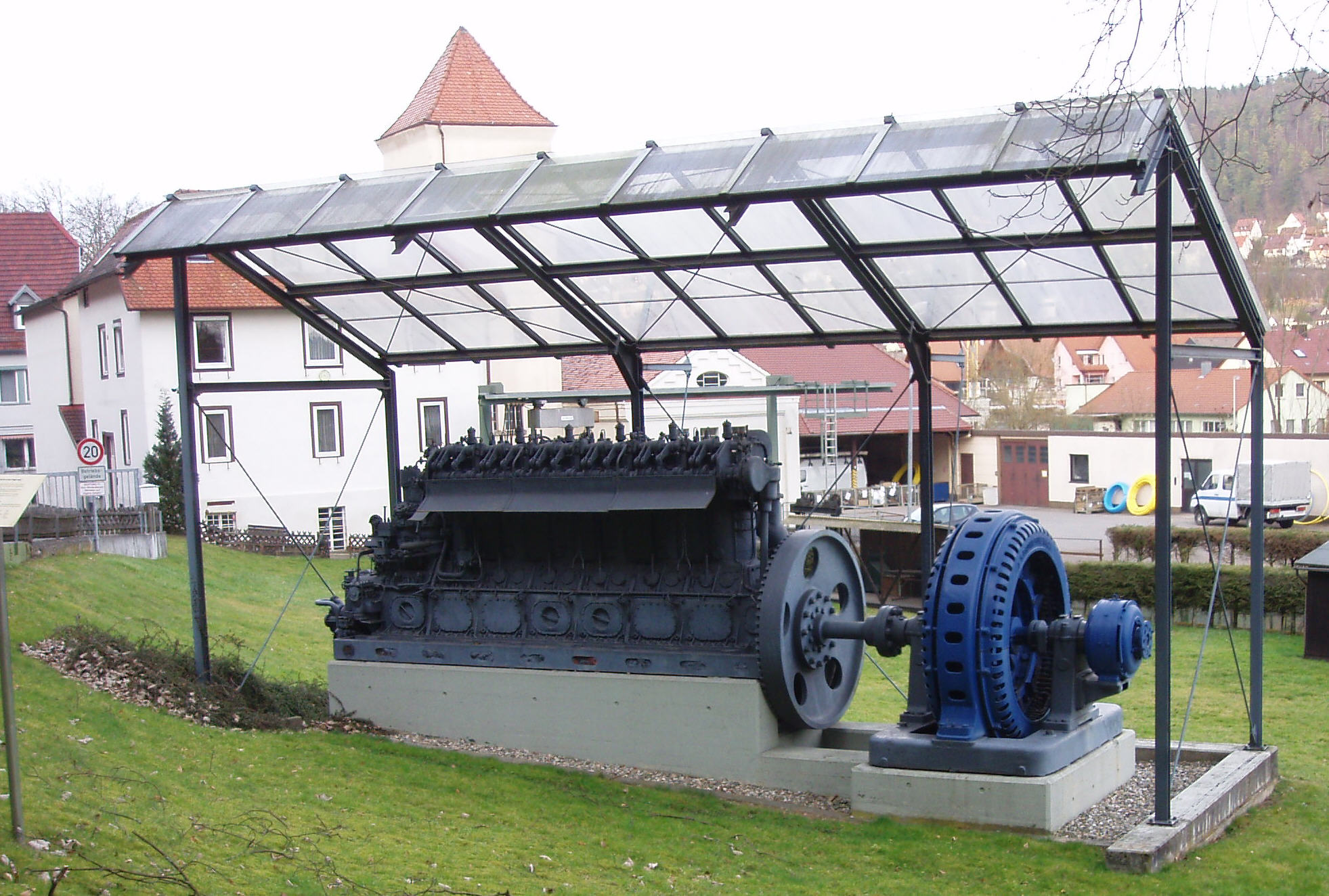

엔진발전기는 다양한 출력 대역에서 사용된다. 대개 출력 수백에서 수천 W 정도의 장비는 휘발유로, 그보다 큰 장비는 경유, 천연 가스, 액화 석유 가스, 바이오디젤 등으로 구동된다.

## 응용

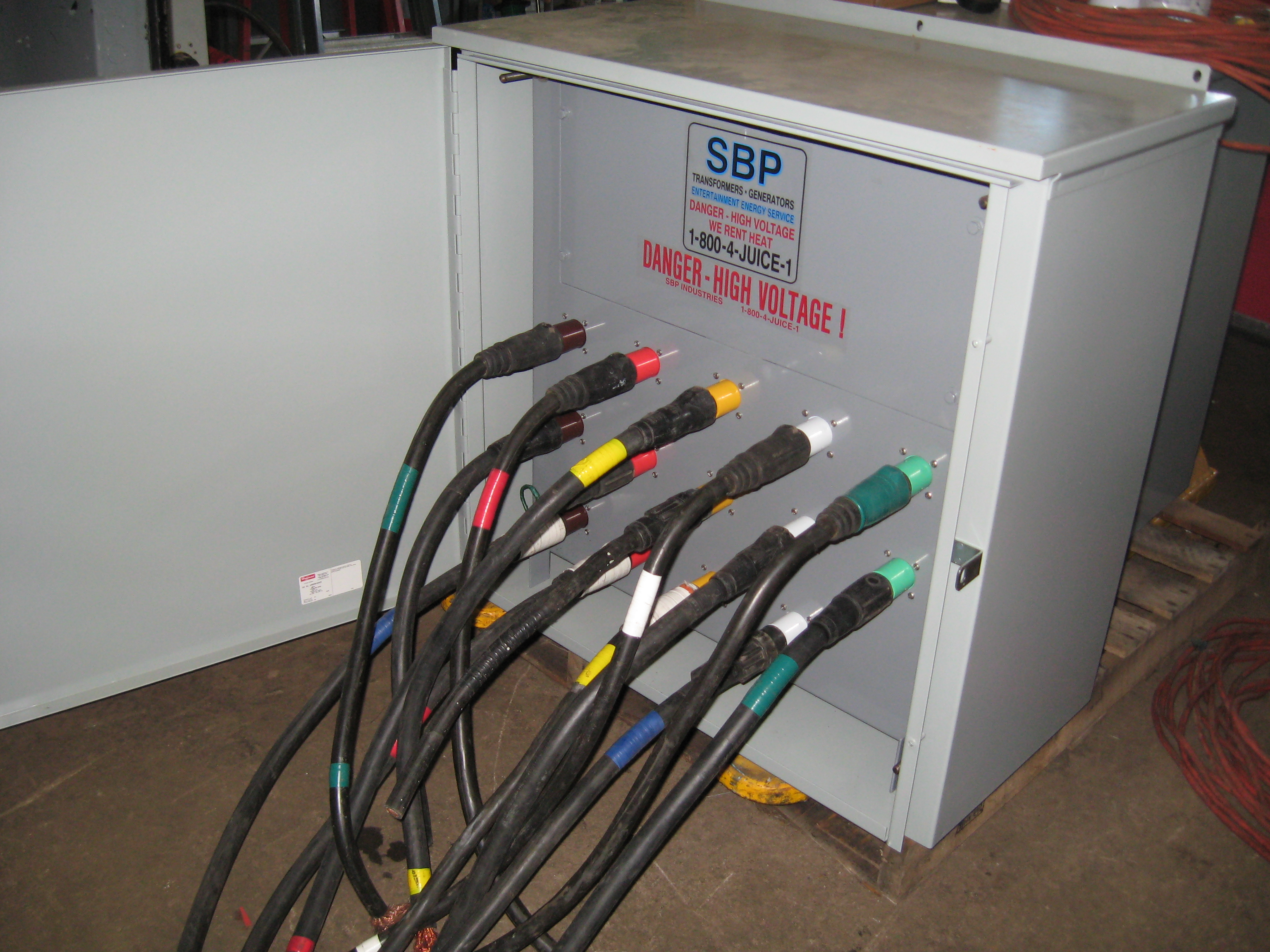

엔진 발전기는 유틸리티 전기를 사용할 수 없는 지역이나 전기가 일시적으로 필요한 곳에서만 전기를 공급하는데 사용된다. 소형 발전기는 때때로 건설 현장에서 전동 공구에 전기를 공급하는데 사용된다. 트레일러에 장착된 발전기는 조명의 임시 설치, 사운드 증폭 시스템, 놀이기구 등을 제공한다.

## 같이 보기
- 디젤 전기 기관차
- 디젤 발전기
- 객차 전원 공급 장치
- 모터 발전기